# Московский мирный договор (1940)
Московский мирный договор между СССР и Финляндией был заключён 12 марта 1940 года, завершив собой Советско-финляндскую войну 1939—1940 годов. Договор изменил советско-финскую границу, установленную Тартуским мирным договором (1920).

## Общие сведения
Договор зафиксировал территориальные изменения:
- К СССР отошла северная часть Карельского перешейка с городами Выборг и Сортавала, ряд островов в Финском заливе, часть финской территории с городом Куолоярви, часть полуостровов Рыбачий и Средний. В результате Ладожское озеро полностью оказалось в границах СССР.
- СССР получил в аренду часть полуострова Ханко (Гангут) сроком на 30 лет для создания на нём военно-морской базы.

В результате подписания договора в составе СССР оказалась бо́льшая часть территории Карелии, возвращённой Русскому царству после завершившего Северную войну Ништадтского мира 1721 года и находившейся в составе Российской империи до 1917 года.

## Нарушение условий договора
В ходе Советско-финской войны (1941—1944) Финляндия заняла в том числе и все территории (кроме частей полуостровов Средний и Рыбачий, а также острова Лавенсари и некоторых соседних с ним), отошедшие к Советскому Союзу по Московскому мирному договору.

## Восстановление действия договора
После завершения Второй мировой войны основные положения Московского мирного договора были подтверждены в мирном договоре с Финляндией, подписанном в Париже в 1947 году.
В постсоветском Договоре между Российской Федерацией и Финляндской Республикой об основах отношений, подписанном в 1992 году, территориальные изменения, закреплённые Московским договором, также остались незыблемыми.